# Espíritus del Sol
Espíritus del Sol è un album di cover del gruppo musicale italiano The Sun, autoprodotto e pubblicato per il solo download digitale il 22 gennaio 2019.

## Descrizione
L'album è stato prodotto in occasione della partecipazione alla Giornata mondiale della gioventù 2019 di Panama, svoltasi dal 22 al 27 gennaio 2019. Contiene undici brani in spagnolo, canzoni già edite in italiano nei precedenti album Spiriti del Sole e Luce.
Da Spiriti del Sole provengono Hoy decido yo (Non ho paura), 1972, Calle cuesta arriba (Strada in salita), Hasta la muerte e Mayo (Maggio).
Da Luce provengono La Leyenda (La leggenda), Ola perfecta (Onda perfetta), Sueños des mis sueños (Sogno dei miei sogni), Outsider, Belén (Betlemme) e Pequeña mia (Piccola mia); quest'ultima, registrata nel 2013, era già stata pubblicata in versione spagnola nella raccolta 20 del 2017.
Il 18 gennaio 2019 è stato pubblicato un videoclip per Outsider, sostituendo al video originale (pubblicato nel 2013), la traccia della versione spagnola e modificando la lingua delle scritte in sovraimpressione.

## Tracce
1. La Leyenda – 3:25
2. Ola perfecta – 3:27
3. Hoy decido yo – 3:12
4. 1972 (versión española) – 3:43
5. Sueños des mis sueños – 3:14
6. Outsider (versión española) – 2:49
7. Belén – 4:18
8. Pequeña mia – 3:34
9. Calle cuesta arriba – 3:29
10. Hasta la muerte (versión española) – 3:18
11. Mayo – 3:28

Durata totale: 37:57

## Formazione
Formazione come da libretti.
- Francesco "The President" Lorenzi – voce, chitarra
- Riccardo "Trash" Rossi – batteria
- Matteo "Lemma" Reghelin – basso, cori
- Gianluca "Boston" Menegozzo – chitarra, cori